# Сэм Марси
Сэм Баллан (англ. Sam Ballan), известный под псевдонимом Сэм Марси (англ. Sam Marcy, 1911, Российская империя — 1 февраля 1998, Манхэттен, Нью-Йорк) — американский юрист, писатель и марксистско-ленинистский деятель послевоенной эпохи. Он стал соучредителем Мировой рабочей партии в 1959 году и был её председателем до своей смерти.

## Биография
Марси родился в Российской империи в еврейской семье. Во время Гражданской войны в России его семья стала объектом антиеврейских погромов со стороны Белого движения и получила защиту от коммунистических сил. Они поселились в Бруклине, где Марси стал активистом Коммунистической партии США. Он изучал право в Университете Сент-Джонс и давал юридические консультации профсоюзам Нью-Йорка.
Марси перестало устраивать членство в Коммунистической партии; он считал Третий Интернационал всё более оторванным от интересов рабочего класса, а также ставшим вместо этого рупором Иосифа Сталина, чью деспотическую бюрократию он в то время презирал. Он присоединился к троцкистскому движению в 1940-х годах, создав отделение Социалистической рабочей партии (СРП) в Буффало. Тем не менее, он снова стал недоволен, найдя СРП недостаточно приверженной революционной политике и вместо этого ориентированной на парламентаризм и реформизм. Марси, Винс Коупленд и некоторые другие члены СРП разработали теорию «глобальной классовой борьбы», согласно которой марксисты были обязаны защищать существование СССР и его сателлитов, несмотря на их бюрократию. Эта теория не только руководила формированием Мировой рабочей партии, но и в последнее время проникла в академические марксистские дебаты в США. В течение нескольких лет Марси конфликтовал с руководством СРП по нескольким вопросам, включая их подход к коммунистическому Китаю и Северной Корее, а также должна ли СРП поддерживать Генри Уоллеса и Венгерскую революцию 1956 года. По последнему вопросу фракция Марси поддержала советскую военную интервенцию, утверждая, что первоначальное восстание рабочих привлекло враждебные классовые элементы, стремившиеся восстановить капитализм.
В 1959 году фракция «глобальной классовой борьбы» создала новую организацию — Мировую рабочую партию, перешедшую с троцкистских на квазисталинистские позиции. Сочинения Марси включали обширные работы о социализме, эпохе холодной войны и подъёме мощного военно-промышленного комплекса. Он также писал о борьбе за гражданские права в 1960-х годах, антивоенном движении во время войны во Вьетнаме, экономических силах, стоящих за капиталистическим сокращением штата работников, и влиянии высоких технологий. Его избранные произведения переведены на многие языки, включая персидский, испанский, турецкий, корейский, французский и немецкий.
Его труды показывают сильную поддержку Мао Цзэдуна и китайской культурной революции, и он защищал руководство Китайской Народной Республики до реформ Дэн Сяопина. Марси защищал Китай и Советский Союз от обвинений в империализме, несмотря на несогласие с некоторыми политиками и методами руководства компартий обеих стран.
При этом Марси и Коупленд были одними из организаторов первой в Соединённых Штатах демонстрации против войны во Вьетнаме. Демонстрация, организованная группой Мировой рабочей партии «Молодёжь против войны и фашизма», состоялась в августе 1962 года и впоследствии была отмечена Хо Ши Мином в интервью газете National Guardian. Марси умер в Медицинском центре Кабрини на Манхэттене 1 февраля 1998 года в возрасте 86 лет.